# 威靈臣·迪蘇沙
威靈臣·迪蘇沙（Wellingsson de Souza，1989年9月7日—），生於巴西瓜魯雅，巴西足球運動員，司職左中場，現時效力香港超級聯賽球會東區。

## 球員生涯
蘇沙生於巴西瓜魯雅，早年先後在邦迪比達與聖卡坦奴及哥連泰斯等多間巴甲球會青年軍效力，到2008年加盟地區聯賽球會蘇馬瑞，展開職業球員生涯，再在2009年轉會巴斯利斯。

### 南華
完約後沒有任何職業球會合約，蘇沙獲當時仍在甲組聯賽角逐的勁旅南華發掘，並與他簽約，由於當年他僅得20歲，所以南華將他作為重點培育，希望七年後可以代表香港足球代表隊出賽，不過蘇沙初時只在預備組聯賽上陣，直到2月2日主場對晨曦的聯賽於89分鐘後備入替郭建邦，首度於甲組賽事亮相。其後他在3月7日作客四海流浪的聯賽於65分鐘後備入替梁倬軒，並在88分鐘取得加盟後的首個入球，協助南華大勝5–2。
2011年暑假期間，蘇沙在前塞爾維亞國腳兼南華隊友基士文推薦前往其母會柏迪遜跟操兩個星期，一度被誤傳為加盟柏迪遜旗下的梯隊和柏迪遜有意向南華借用蘇沙，結果蘇沙於開季前回到南華報到，不過試訓後，蘇沙父親更在其社交網站要求南華提高薪酬。2012年4月，蘇沙在對傑志的賽後有數次缺席操練紀錄，並沒有交代任何理由，而他在對屯門的賽事中更沒有到球場，並向教練團表示要提前解約，結果蘇沙在未通知球會情況下私自決定提前解約離港，雖然蘇沙此舉於法不合，但南華亦無意要求他按合約賠償給球會。

### 元朗
回國後，蘇沙在巴西並沒有參與職業賽事，到2013年6月重返香港加盟甲組地區球會元朗，並於8月31日主場對標準流浪的聯賽首度為球會亮相即梅開二度，到季尾他更首度入球選香港足球明星選舉的最佳陣容中。

### 冠忠南區
2015年9月，蘇沙轉會港超聯地區球會冠忠南區，並於9月13日對香港飛馬的聯賽取得加盟後的首個入球，協助南區以3–3賽和對手。在南區的首季，蘇沙以左腳取得六個入球成為當季用左腳取得最多入球的球員。2015/16球季，蘇沙於10月21日對港會的聯賽中首度在港大演帽子戲法，更在該季以51次成功過人次數成為港超聯過人王。

### 傑志
2019年7月3日，傑志公布蘇沙加盟。蘇沙於8月30日主場對愉園的聯賽首度為球會於正式比賽亮相即有入球。他協助球隊取得該球季聯賽與菁英盃的冠軍。
2020/21球季，蘇沙因傷缺席傑志賽季後段大部分賽事。
2022年5月31日，蘇沙在合約到期後離開了傑志。

### 深水埗
2024年1月20日，深水埗公佈蘇沙加盟。

## 國際賽生涯
2021年10月19日，蘇沙成功領取香港護照，可以用本地球員身份出戰港超，並可代表港隊。
2022年4月18日，蘇沙第一次入选香港队，时为亚洲盃初选名单。

## 家庭生活
蘇沙於2016年6月11日在巴西與拍拖多年的女朋友Daniele Paixao在幾十名親友見證下結成夫婦，再在2017年7月18日舉行婚禮。

## 榮譽
南華
- 香港甲組聯賽冠軍（2009–10季度）
- 香港高級組銀牌冠軍（2009–10季度）

傑志
- 香港菁英盃冠軍（2019–20季度）
- 香港超級聯賽冠軍（2019–20、2020–21季度）

港聯
- 香港賀歲盃冠軍（2016、2018年）

個人
- 香港足球明星選舉 最佳十一人（2013–14季度）

## 外部連結
- 威靈臣·迪蘇沙的Instagram帳戶
- 香港足球總會網頁球員註冊資料 （页面存档备份，存于）